# (26276) Natrees
(26276) Natrees est un astéroïde de la ceinture principale.

## Description
(26276) Natrees est un astéroïde de la ceinture principale. Il fut découvert le 20 septembre 1998 à Prescott (Arizona) par Paul G. Comba. Il présente une orbite caractérisée par un demi-grand axe de 2,17 UA, une excentricité de 0,16 et une inclinaison de 2,1° par rapport à l'écliptique.

## Compléments